# Richard Sterneck
Richard Daublebsky von Sterneck zu Ehrenstein (27. června 1853 – 4. října 1893 Vídeň) byl rakouský diplomat a politik německé národnosti, v 2. polovině 19. století poslanec Říšské rady.

## Biografie
Jeho strýcem byl admirál Maximilian Daublebsky von Sterneck. Richard byl činný v rakousko-uherské diplomacii. Zastával funkci legačního tajemníka a chargé d’affaires na vyslanectví v Bukurešti. Byl také nadporučíkem v záloze u 15. husarského regimentu.
Působil i jako poslanec Říšské rady (celostátního parlamentu Předlitavska), kam usedl v doplňovacích volbách roku 1888 za kurii velkostatkářskou v Korutanech. Slib složil 24. října 1888. Ve volebním období 1885–1891 se uvádí jako svobodný pán Dr. Richard von Sterneck, legační tajemník, bytem Silberegg.
V roce 1889 se uvádí jako člen poslaneckého klubu Sjednocené německé levice, do kterého se spojilo několik ústavověrných proudů německých liberálů.
Zemřel v říjnu 1893 v léčebném ústavu ve Vídni ve věku 40 let.